# Cor Euser
Cornelius „Cor” Euser (ur. 25 kwietnia 1957 roku w Oss) – holenderski kierowca wyścigowy.

## Kariera
Euser rozpoczął karierę w międzynarodowych wyścigach samochodowych w 1980 roku od startów w Holenderskiej Formule Ford 1600, gdzie zdobył mistrzowski tytuł. W późniejszych latach pojawiał się także w stawce EFDA Townsend Thoresen Euroseries Formula Ford 1600, Europejskiej Formuły 3, Niemieckiej Formuły 3, Dutch Sports 2000 Championship, Brytyjskiej Formuły 3, Kanadyjskiej Formuły Ford 2000, Formuły 3000, SAT 1 Supercup, Dutch Production Car Championship, World Sports-Prototype Championship, IMSA Camel GTP Championship, IndyCar World Series, Sportscar World Championship, Deutsche Tourenwagen Masters, 24-godzinnego wyścigu Le Mans, Global GT Championship, FIA GT Championship, Belcar, Zandvoort 500, French GT Championship, Libertel Dutch Touring Car Championship, 1000 km Suzuka, Belgian Procar, British GT Championship GT, Renault Clio International Cup, Dutch Supercar Challenge, Fly You Clio Renault Sport Cup, Grand American Rolex Series, Euro GT Series, V8Star Germany, Spanish GT Championship, Formuły Ford 1800 Benelux, MW V6 Series, Unipart Endurance Cup, Dutch Winter Endurance Series, 24H Dubai, BenQ-Siemens BMW 130i Cup, V de V Challenge Endurance Moderne, 24h Nürburgring, 24H Series Toyo Tires, 24H Series Toyo Tires Trophy, Toyo Tires 24H Series, V de V Eurocup, International GT Open, Toerwagen Diesel Cup, Volkswagen Endurance Cup Netherlands, 37. ADAC Zurich 24h-Rennen-Klasse: D1T, Nürburgring Nordschleife, Les 24 Hores de Barcelona, EuroBOSS, Tango Dutch GT4, Toerwagen Diesel Cup, Formuły Ford Duratec Benelux, BOSS GP - Open, GT4 European Cup, Raceway Venray BRL, HTC Dutch GT4, Supercar Challenge, Dutch GT Championship, Avon Tyres British GT Championship, Avon Tyres GT4 Trophy.
W Formule 3000 Holender startował w latach 1986-1989. W pierwszym dwóch sezonach startów w żadnych z dziewięciu wyścigów, w których wystartował, nie zdołał zdobyć punktów. Rok później uzbierane dwa punkty dały mu dziewiętnaste miejsce w końcowej klasyfikacji kierowców. W 1989 roku nie był już klasyfikowany.